# Krill del Pacífic
El krill del Pacífic (Euphausia pacifica) és una espècie de crustaci malacostraci de l'ordre Euphausiacea. l'hàbitat del qual es troba a profunditats de 0-1000 metres i que es distribueix per aigües boreals de l'oceà Pacífic.
El krill del Pacífic es pesca de forma intensiva en les aigües properes al Japó, on se'l coneix com a isada krill o tsunonashi okiami (ツノナシオキアミ). Les captures anuals d'aquest krill en aigües japoneses està limitada a 70.000 tones per regulacions governamentals.
En l'oceà Pacífic és una de les principals preses de diverses espècies, incloent aus marines, peixos i balenes.